# Чувствительность (техника)
Чувстви́тельность — способность объекта реагировать определённым образом на определённое малое воздействие, а также количественная характеристика этой способности.
- Параметрическая чувствительность — чувствительность объекта к отклонениям параметров его основных частей от номинальных значений основных характеристик объекта.

## Чувствительность в электроакустике
- Чувствительность громкоговорителя — величина, характеризующая звуковое давление, создаваемое громкоговорителем при подаче на него сигнала с определённой электрической мощностью. Чувствительность громкоговорителя определяется путём измерения звукового давления на расстоянии 1 м от головки по основной оси при поданном на вход громкоговорителя сигнале мощностью 1 Вт.
- Чувствительность громкоговорителя — отношение среднего звукового давления, развиваемого громкоговорителем в номинальном диапазоне частот на рабочей оси на расстоянии 1 м от рабочего центра, к корню квадратному из подводимой электрической мощности.
- Чувствительность микрофона — отношение напряжения на выходе микрофона к воздействующему на него звуковому давлению при заданной частоте (как правило, 1000 Гц), выраженное в милливольтах на паскаль (мВ/Па). Чем больше это значение, тем выше чувствительность микрофона. Чувствительность микрофона измеряется также в децибелах (дБ) относительно уровня в 1 В/Па и определяется выражением 20lg(V1/V0), где V0=1 В/Па. Таким образом, чувствительность 2 мВ/Па соответствует 20lg(2/1000) = −54 дБ, а 12 мВ — 20lg(12/1000) = −38 дБ (иногда «минус» и опорный уровень в 1 В/Па в публикуемых технических характеристиках опускают). То есть, чем ближе к нулю значение чувствительности в децибелах, тем выше чувствительность микрофона.
- Чувствительность звукоснимателя — отношение амплитуды выходного напряжения звукоснимателя на номинальной нагрузке при частоте 1000 Гц к амплитуде колебательной скорости записи.

## Чувствительность электронно-лучевой трубки
Чувствительность по отклонению — отношение смещения электронного пятна на экране ЭЛТ к вызвавшему его изменению отклоняющего тока или напряжения.

## Чувствительность порогового элемента
Чувствительность порогового элемента — минимальный уровень сигнала на входе порогового элемента, приводящий к его срабатыванию.

## Чувствительность радиоприёмника
Чувствительность радиоприёмника — способность радиоприёмника принимать слабые по интенсивности радиосигналы и количественная мера этой способности.
- Чувствительность, ограниченная шумами — чувствительность радиоприёмника, определяемая минимальным уровнем радиосигнала на его входе при заданном отношении уровней полезного сигнала и шума и заданном уровне полезного сигнала на выходе радиоприёмника[2].
- Чувствительность, ограниченная усилением — чувствительность радиоприёмника, определяемая минимальным уровнем радиосигнала на его входе, необходимым для получения заданного уровня сигнала на выходе радиоприёмника[2].
- Пороговая чувствительность — чувствительность радиоприёмника, определяемая минимальным уровнем радиосигнала на его входе при равных уровнях полезного сигнала и шума на выходе радиоприёмника[2].

В качестве заданного уровня сигнала на выходе радиоприемника могут быть номинальные мощность или напряжение на сопротивлении нагрузки радиоприемника.
- Пороговая чувствительность приемного модуля СВЧ — мощность сигнала на входе приемного модуля СВЧ, при которой на его выходе в линейном режиме работы мощность сигнала равна мощности шума в заданной полосе частот[3].

## Чувствительность системы автоматического управления
Чувствительность системы автоматического управления — зависимость динамических свойств системы автоматического управления (САУ) от изменения (вариации) её параметров и характеристик. Под вариацией параметров понимают любые отклонения их от значений, принятых за исходные; эти отклонения могут быть известны полностью и описаны некоторыми функциями времени или же известны только с точностью до принадлежности к определенному классу (например, ограничены по модулю). Вариации параметров могут быть конечные или бесконечно малые, при этом порядок дифференциального уравнения, описывающего их, может оставаться неизменным или изменяться.
В качестве прямых оценок чувствительности принято использовать т. н. функции чувствительности, играющие большую роль в количественной оценке степени влияния вариаций параметров системы на её динамического свойства.

## Чувствительность средства измерений
Чувствительность средства измерений — свойство средства измерений, определяемое отношением изменения выходного сигнала этого средства к вызывающему его изменению измеряемой величины.
- Абсолютная чувствительность — отношение изменения выходного сигнала к абсолютному изменению измеряемой величины.
- Относительная чувствительность — отношение изменения выходного сигнала к относительному изменению измеряемой величины.
- Порог чувствительности средства измерений (пороговая чувствительность) — характеристика средства измерений в виде наименьшего значения изменения физической величины, начиная с которого может осуществляться её измерение данным средством.

## Чувствительность телевизионной системы
Чувствительность телевизионной системы — величина, обратная минимальной освещенности объекта, при которой обеспечивается передача изображения с заданными качественными параметрами.

## Чувствительность усилителя
Чувствительность усилителя — чувствительность, определяемая минимальным напряжением, током или мощностью на входе электронного усилителя, при которых обеспечивается заданное превышение полезного сигнала над шумами усилителя или заданные напряжение, ток или мощность в его нагрузке.

## Чувствительность фотоприёмника
Чувствительность фотоприёмника — отношение изменения электрической величины на выходе фотоприёмника, вызванного падающим на него излучением, к интенсивности этого излучения.
- Пороговая чувствительность — минимальный поток излучения, который может быть обнаружен на фоне собственных шумов.
- Интегральная чувствительность — чувствительность фотоприёмника к немонохроматическому излучению заданного спектрального состава.
- Дифференциальная чувствительность — чувствительность фотоприёмника, определяемая отношением малых приращений измеряемого параметра фотоприёмника и потока излучения.
- Монохроматическая чувствительность — чувствительность фотоприёмника к монохроматическому излучению.
- Интегральная чувствительность фотокатода — отношение фототока при заданных условиях работы фотокатода к вызывающему этот ток потоку излучения.
- Спектральная чувствительность фотокатода — отношение фототока, обусловленного потоком излучения, лежащего в достаточно узком интервале длин волн около заданной длины волны, к энергии этого потока.
- Световая анодная чувствительность ФЭУ — отношение анодного фототока к вызывающему его световому потоку при номинальных потенциалах электродов.
- Спектральная чувствительность ФЭУ — равна спектральной чувствительности фотокатода, умноженной на коэффициент усиления умножительной системы.

## Светочувствительность
Светочувствительность фотоматериала — способность фотоматериала регистрировать световое излучение, образовывать почернение под действием света.
- Чувствительность информационная — характеристика светочувствительных слоев, выражающая их способность не только зарегистрировать отдельный оптический сигнал (или единицу оптической информации), но и сделать его отличимым от других, записанных рядом с ним.
- Чувствительность цифровой камеры — величина светочувствительности в системе ISO, характеризующая соотношение между экспозицией, получаемой светочувствительной матрицей, и характером получаемого изображения.

Экспонометры цифровых фотоаппаратов градуируются в единицах чувствительности, эквивалентных единицам ISO, применяемым для фотоматериалов. Большие значения ISO позволяют вести съёмку с короткими выдержками и без дополнительных источников света и штатива. Рост чувствительности приводит, как правило, к снижению качества изображения.
- Светочувствительность видеокамер — величина, аналогичная светочувствительности цифровых фотоаппаратов, но выражается не в единицах ISO, а в минимальной освещённости, при которой получается изображение с допустимым уровнем шумов. Выражается в люксах и децибелах.
- Спектральная чувствительность — светочувствительность фотоматериала по отношению к монохроматическому излучению определенной длины волны
- Эффективная чувствительность фотобумаги — светочувствительность фотобумаги, используемая для определения её оптимальной экспозиции.

## Чувствительность масс-спектроскопии
Чувствительность в масс-спектроскопии — величина, показывающая какое количество вещества нужно ввести в масс-спектрометр для того, чтобы его можно было детектировать.

### Книги
- Методы теории чувствительности в автоматическом управлении — Л., 1971
- Томович Р., Вукобратович М., Общая теория чувствительности, пер. с сербск. и англ. — М., 1972
- Чистяков Н. И., Сидоров В. М., Радиоприёмные устройства — М., 1974
- Миз К., Джеймс Т., Теория фотографического процесса, пер. с англ. — Л., 1973
- Рывкин С. М., Фотоэлектрические явления в полупроводниках — М., 1963
- Берковский А. Г., Гаванин В. А., Зайдель И. Н., Вакуумные фотоэлектронные приборы — М., 1976

### Нормативно-техническая документация
- РМГ 29-2013 ГСИ. Метрология. Термины и определения[4]